# Biernik
Biernik (prononciation : [ˈbjɛrnik]) est un village polonais de la gmina de Puszcza Mariańska dans le powiat de Żyrardów de la voïvodie de Mazovie dans le centre-est de la Pologne.
Il se situe à environ 2 kilomètres au sud de Puszcza Mariańska (siège de la gmina), 11 kilomètres au sud-ouest de Żyrardów (siège de la Powiat) et à 53 kilomètres au sud-ouest de Varsovie (capitale de la Pologne).

## Histoire
De 1975 à 1998, le village appartenait administrativement à la voïvodie de Skierniewice.